# Avenida Marcy (línea Jamaica)
La Avenida Marcy es una estación en la línea Jamaica del Metro de Nueva York de la B del Brooklyn–Manhattan Transit Corporation y el Independent Subway System. La estación se encuentra localizada en Williamsburg, Brooklyn entre la Avenida Marcy y Broadway. La estación es servida en varios horarios por los trenes del Servicio  y .